# Fachkräfteverordnung
Die Fachkräfteverordnung definiert in Österreich jährlich jene Berufe, bei denen ein Mangel an Arbeitskräften wahrgenommen wird. Finden sich spezifische Berufe auf der in der Verordnung festgelegten Liste, dann gelten für diese erleichterte Zuwanderungsregelungen.

## Ziel
Die Fachkräfteverordnung legt so genannte Mangelberufe fest. Ziel der Verordnung ist es, ausgebildeten Fachkräften aus Staaten außerhalb der Europäischen Union bzw. des Europäischen Wirtschaftsraumes den Zugang zum österreichischen Arbeitsmarkt zu erleichtern. Die Grundlage für die Fachkräfteverordnung und die darin enthaltene Mangelberufsliste bilden § 13 bzw. § 12a des Ausländerbeschäftigungsgesetzes (AuslBG).
Potenzielle Fachkräfte aus Drittstaaten können einen Beruf auf der Mangelberufsliste in Österreich ausüben, sofern sie eine abgeschlossene Ausbildung und ein verbindliches Arbeitsplatzangebot mit einem zumindest auf dem jeweiligen Kollektivvertrag basierendem Mindestentgelt vorweisen können. Außerdem müssen sie weitere Kriterien in einem vorgegebenen Punkteschema erreichen. Eine Voraussetzung für die Definition eines Mangelberufs sind die Statistiken des Arbeitsmarktservice – pro gemeldeter offener Stelle dürfen nicht mehr als 1,5 Personen im jeweiligen Berufsfeld als arbeitssuchend vorgemerkt sein.

## Entwicklung
Die Fachkräfteverordnung wurde für das Jahr 2012 im Zuge der österreichischen „Rot-Weiß-Rot-Karte“ zum ersten Mal beschlossen. Die aktualisierte Liste wird seitdem jährlich im Einvernehmen zwischen dem Bundesministerium für Soziales und dem Bundesministerium für Wirtschaft festgelegt.
2012 waren österreichweit 25 bzw. 26 Berufe auf der Liste der Mangelberufe zu finden.
Für das Jahr 2019 lag die Zahl der Mangelberufe österreichweit bei 45 Berufen, zusätzlich umfasste die Liste erstmals regionale Ergänzungen.
2022 finden sich 66 Berufe auf der Liste. Zusätzlich gibt es 59 regionale Mangelberufe. Die meisten regionalen Mangelberufe gibt es mit 49 verschiedenen Professionen in Oberösterreich.

## Kritik
Die Fachkräfteverordnung und die Auswahl der Mangelberufe sorgt immer wieder für Kritik. So umfasste die Liste 2017 für Vertreter der Industriellenvereinigung und der Wirtschaftskammer zu wenige Berufe. Die Ausweitung der Liste wurde 2022 wiederum vom österreichischen Gewerkschaftsbund kritisiert.
Darüber hinaus werden einerseits die Voraussetzungen für die Aufnahme in die Liste als einschränkend für Betriebe betrachtet. Andererseits wird die vereinfachte Anstellung von Bürgern aus Drittstaaten als Möglichkeit wahrgenommen, Lohnsteigerungen bzw. eine Verbesserung der Arbeitsbedingungen zu vermeiden. Auch die Existenz regional beschränkter Mangelberufe wird angesichts der Größe Österreichs kritisiert.